# Театр майя
Театр майя — драматическое искусство мезоамериканской цивилизации майя. Оно сохранилось плохо как и из-за агрессивной политики конкистадоров и католической церкви, так и из-за того, что исследователи и хронисты того времени уделяли ему недостаточно внимания. Известно всего три произведения майя в области драматургии — «Рабиналь-ачи», «Шахох киче-винак» и «Алит». Но из имеющихся сведений можно сделать вывод о том, что полный арсенал драм майя был намного богаче.

## Общая характеристика
У майя драматическое искусство пользовалось большой популярностью и часто сопровождалось танцами. Действия продолжались довольно долго. Игрались представления в природных амфитеатрах или на специальных каменных платформах. У Ланды можно встретить описание двух таких построек. Расположены они в Чич’ен-Ице. В классический период майя даже возводили специальные театральные комплексы — например, «Трибуну для зрителей» и западную площадь в Копане. Похожее сооружение обнаружил Т. Ганн в Лубаантуне. В качестве декора для сценических площадок использовались цветы и ветви.
Актёры майя были профессионалами в своём деле. Об этом свидетельствуют как словарные термины — ah baltzam (актер), ah iaah (актер, сказитель), так и данные испанских хронистов. Они использовали маски и особые костюмы, порой изображающие животных или птиц. С этими атрибутами были связаны определённые ритуалы и суеверия.
До сих пор индейцы племени ачи верят в то, что театральная маска становится пылью в промежутке времени между представлениями. Согласно другому поверью, после смерти резчика, вырезавшего маску, умирает и актер, которому она была вырезана .
Описание празднеств месяца Шуль можно встретить у Ланды: «До первого дня [месяца] Яш-К’ин ходили комедианты эти пять дней по домам знатных, представляя свои фарсы и собирая приношения, которые им делали. Все это они приносили в храм, а когда проходило пять дней, делили дары между сеньорами, жрецами и танцорами». Это можно увидеть, скажем, на настенной росписи здания B-XIII в Уашактуне. Рядом с фигурами есть комментарии с отрывками из их пьесы.
Типы драм:
- Мифологической тематики — связаны с религией, мифологией, традициями майя;
- Исторические — о всем известных событиях;
- Легендарные — о древних событиях, тех, которые стали легендарными, имевшими особое значение для майя.

Хорошо сохранилась только драма киче «Рабиналь-ачи». О драматургии майя из современной горной Гватемалы известно мало, а о майя с Юкатана — практически ничего.

## Драма «Рабиналь-ачи»
Рабиналь-ачи является одним из известнейших драматургических произведений майя. Пьеса была записана на языке племени Киче Шарлем-Этьеном Брассером де Бурбуром, которому рассказал сюжет один из жителей селения Рабиналь.
В пьесе излагается история вражды между двумя маленькими государствами киче — Кунен и Рабиналь. Каждая сцена представляет собой состязание двух противников. Основные события пьесы передаются в монологах и диалогах, язык пьесы патетичен. Пьеса ставилась до 1822 года, когда её постановки были запрещены после того, как Гватемала стала частью 1-й мексиканской империи,

## Другие драмы
Кроме «Рабиналь-ачи», известны ещё две драмы на языке киче на историческую тематику.

### Шахох киче-винак
Драма «Шахох киче-винак» («Танец людей киче») известна по описанию французского исследователя Брассера де Бурбура. Сам текст не сохранился.

#### Сюжет
Чародеем называли одного из владык Ишимче. Другие же поговаривали, что он сын верховного правителя — ахпосоциля. Между ним и правителем была вражда и поэтому ночью маг появлялся на крыше царского дворца в К'умаркаахе. Там он превращался в мелкого зверька или птицу и начинал подшучивать и дразнить правителя киче. Тот был достаточно горд и решил его проучить, призвав на помощь самых могущественных волшебников страны. Особо сильный маг принял вызов, но задача оказалась не из лёгких. В одно мгновение маг рушил его планы, перелетал с одной вершины на другую либо же распутывал сети и ловушки. Но в итоге с помощью заколдованных верёвок он был связан и доставлен к правителю киче Вахшаки-Кааму. Там он подтвердил, что на крыше досаждал именно он. Правитель приказал принести его в жертву.
На площадь около храма стекались простой народ, знать, Воины Ягуара и Воины Орла. Вокруг него прыгали, улюлюкали, оскорбляли его и насмехались над ним, но он хладнокровно всё переносил. Когда смерть сблизилась с ним на вытянутую руку, он произнёс свои последние слова: «Подождите немного и выслушайте то, что я сейчас окажу вам. Знайте, что близко уже время, когда вы будете в отчаянии из-за обрушившихся на вас неожиданных бед. А этот отвратительный старик умрет еще раньше. Знайте же, что, может быть, завтра, а может быть, послезавтра придут сюда не полуголые, как вы, а одетые и вооруженные с головы до ног люди. Они разрушат эти здания, и в них будут жить только совы да дикие коты. Тогда наступит конец вашему величию, и вся слава вашей страны исчезнет навсегда».
Сказав свой последний монолог, он замер в ожидании конца.

#### Анализ
Очевидно, что умирающий маг предсказал приход испанских конкистадоров и последующее опустошение майяских земель.
По мнению Брассера де Бурбура, юноша услышал это от странствующих торговцев. Ростислав Кинжалов же по этому поводу заявляет, что произведение было создано не ранее прихода испанцев на материк.
Исследователи также замечают схожесть «Рабиналь-ачи» и «Шахох киче-винак», так как оба произведения описывают обряд принесения пленника в жертву. Но из-за отсутствия полного текста второго произведения делать выводы трудно.

### Алит
Сведения об этом произведении приводит Баррера Васкес. Оно было драматическо-танцевальным. События развивались вокруг индейской принцессы Алит-Сиспуа — главной героини пьесы. Действие происходило в городе Рабиналь. Подробности о сюжете исследователь упомянуть не удосужился.

### Драматургия майя Юкатана
О драматургии тех майя, что жили в Юкатане, известно крайне мало. Из данных словарей можно сделать вывод, что они создавали как комедии, так и трагедии.
Известны названия 9 комедий. Их сообщает «Словарь из Мотуля».
- «Небесная скамья» (интермедия)
- «Продавец диких индюков»
- «Продавец кувшинов» (интермедия)
- «Продавец перца»
- «Продавец путаницы»
- «Носильщик холмов» (возможно, какой-то сценический вариант мифа о Сипакне или Кабракане; ср.: «Пополь-Вух», часть I, главы 5, 7—9)
- «Попугай с белым клювом» (возможен и другой перевод: «Лгущий попугай»)
- «Ребенок с белыми волосами»
- «Садовник, выращивающий какао».

Комментарий «интермедия» скорее всего говорит о краткости драмы.
Большая часть произведений, кроме «Носильщика холмов» и «Небесной скамьи», носят бытовой характер. Подтверждение можно встретить у Ланды: «…комедианты представляют с большим изяществом, настолько, что испанцы нанимали их для того, чтобы они видели шутки испанцев с их служанками, супругами и с самими [индейцами] по поводу хорошего или плохого прислуживания, и затем они это представляли с таким искусством, как настоящие испанцы». Также подтверждение встречается у Эрреры.
Из высказывания Ландыможно сделать вывод, что драматическое искусство майя имело связь с культом К'ук'улькана. На это намекает и орнамент из конусов, что украшает одну из театральных платформ в Чич’ен-Ице. Р. Ройс предположил, что майя заимствовали свои комедии у других народов Центральной Америки, но не сумел привести должные аргументы.